# MTV Movie Award alla miglior coppia
L'MTV Movie Award per la migliore coppia (Best On-Screen Duo) è un premio assegnato annualmente nel corso degli MTV Movie & TV Awards. 
È stato assegnato dal 1992 al 2000, per poi essere sostituto di fatto dall'MTV Movie Award per la migliore performance di gruppo (Best On-Screen Team) dal 2001 al 2006. Nell'edizione del 2012 e del 2016 è stato assegnato il premio per il miglior cast (Best Cast).
È stato reintrodotto nel 2013.

## Vincitori e candidati
I vincitori sono indicati in grassetto, a seguire gli altri candidati.

### Anni 1990-1999
- 1992: Dana Carvey e Mike Myers – Fusi di testa (Wayne's World)
  - Damon Wayans e Bruce Willis – L'ultimo boy scout (The Last Boy Scout)
  - Anna Chlumsky e Macaulay Culkin – Papà, ho trovato un amico (My Girl)
  - Kevin Costner e Morgan Freeman – Robin Hood - Principe dei ladri (Robin Hood: Prince of Thieves)
  - Geena Davis e Susan Sarandon – Thelma & Louise

- 1993: Mel Gibson e Danny Glover – Arma letale 3 (Lethal Weapon 3)
  - Sharon Stone e Michael Douglas – Basic Instinct
  - Whitney Houston e Kevin Costner – Guardia del corpo (The Bodyguard)
  - Nicole Kidman e Tom Cruise – Cuori ribelli (Far and Away)
  - Woody Harrelson e Wesley Snipes – Chi non salta bianco è (White Men Can't Jump)

- 1994: Harrison Ford e Tommy Lee Jones – Il fuggitivo (The Fugitive)
  - Mary Stuart Masterson e Johnny Depp – Benny & Joon
  - Tom Hanks e Denzel Washington – Philadelphia
  - Meg Ryan e Tom Hanks – Insonnia d'amore (Sleepless in Seattle)
  - Dana Carvey e Mike Myers – Fusi di testa 2 - Waynestock (Wayne's World 2)

- 1995: Sandra Bullock e Keanu Reeves – Speed
  - Jim Carrey e Jeff Daniels – Scemo & più scemo (Dumb & Dumber)
  - Tom Cruise e Brad Pitt – Intervista col vampiro (Interview with the Vampire)
  - Juliette Lewis e Woody Harrelson – Assassini nati - Natural Born Killers (Natural Born Killers)
  - Samuel L. Jackson e John Travolta – Pulp Fiction

- 1996: Chris Farley e David Spade – Tommy Boy
  - Martin Lawrence e Will Smith – Bad Boys
  - Ice Cube e Chris Tucker – Ci vediamo venerdì (Friday)
  - Brad Pitt e Morgan Freeman – Seven
  - Tom Hanks e Tim Allen – Toy Story - Il mondo dei giocattoli (Toy Story)

- 1997: Nicolas Cage e Sean Connery – The Rock
  - Beavis e Butt-head – Beavis & Butt-Head alla conquista dell'America (Beavis and Butt-Head do America)
  - Steve Buscemi e Peter Stormare – Fargo
  - Claire Danes e Leonardo DiCaprio – Romeo + Giulietta di William Shakespeare (William Shakespeare's Romeo + Juliet)
  - Nathan Lane e Robin Williams – Piume di struzzo (The Birdcage)

- 1998: John Travolta e Nicolas Cage – Face/Off - Due facce di un assassino (Face/Off)
  - Matt Damon e Ben Affleck – Will Hunting - Genio ribelle (Good Will Hunting)
  - Leonardo DiCaprio e Kate Winslet – Titanic
  - Adam Sandler e Drew Barrymore – Prima o poi me lo sposo (The Wedding Singer)
  - Will Smith e Tommy Lee Jones – Men in Black

- 1999: Jackie Chan e Chris Tucker – Rush Hour
  - Ben Affleck e Liv Tyler – Armageddon - Giudizio finale (Armageddon)
  - Nicolas Cage e Meg Ryan – City of Angels - La città degli angeli (City of Angels)
  - Freddie Prinze Jr. e Rachael Leigh Cook – Kiss Me (She's All That)
  - Ben Stiller e Cameron Diaz – Tutti pazzi per Mary (There's Something About Mary)

### Anni 2000-2009
- 2000: Mike Myers e Verne Troyer – Austin Powers - La spia che ci provava (Austin Powers: The Spy Who Shagged Me)
  - Tom Hanks e Tim Allen – Toy Story 2 (Toy Story 2)
  - Keanu Reeves e Laurence Fishburne – Matrix (The Matrix)
  - Adam Sandler, Dylan e Cole Sprouse – Big Daddy
  - Bruce Willis e Haley Joel Osment – The Sixth Sense - Il sesto senso (The Sixth Sense)

### Anni 2010-2019
- 2013: Mark Wahlberg e Seth MacFarlane – Ted
  - Robert Downey Jr. e Mark Ruffalo – The Avengers
  - Will Ferrell e Zach Galifianakis – Candidato a sorpresa (The Campaign)
  - Leonardo DiCaprio e Samuel L. Jackson – Django Unchained
  - Jennifer Lawrence e Bradley Cooper – Il lato positivo - Silver Linings Playbook (Silver Linings Playbook)
- 2014: Vin Diesel e Paul Walker – Fast & Furious 6 (Furious 6)
  - Amy Adams e Christian Bale – American Hustle - L'apparenza inganna (American Hustle)
  - Matthew McConaughey e Jared Leto – Dallas Buyers Club
  - Ice Cube e Kevin Hart – Poliziotto in prova (Ride Along)
  - Jonah Hill e Leonardo DiCaprio – The Wolf of Wall Street
- 2015[1][2]: Zac Efron e Dave Franco – Cattivi vicini (Neighbors)
  - Channing Tatum e Jonah Hill – 22 Jump Street
  - Shailene Woodley e Ansel Elgort – Colpa delle stelle (The Fault in Our Stars)
  - Bradley Cooper e Vin Diesel – Guardiani della Galassia (Guardians of the Galaxy)
  - James Franco e Seth Rogen – The Interview

- 2017[3]: Hugh Jackman e Dafne Keen – Logan: The Wolverine (Logan)
  - Adam Levine e Blake Shelton – The Voice
  - Daniel Kaluuya e Lil Rel Howery – Scappa - Get Out (Get Out)
  - Brian Tyree Henry e Lakeith Stanfield – Atlanta
  - Josh Gad e Luke Evans – La Bella e la Bestia (Beauty and the Beast)
  - Martha Stewart e Snoop Dogg – Martha and Snoop’s Potluck Dinner Party

### Anni 2020-2029
- 2021[4]: Anthony Mackie e Sebastian Stan – The Falcon and the Winter Soldier
  - Kristen Wiig ed Annie Mumolo – Barb & Star Go to Vista Del Mar
  - Sacha Baron Cohen e Maria Bakalova – Borat - Seguito di film cinema (Borat Subsequent Moviefilm: Delivery of Prodigious Bribe to American Regime for Make Benefit Once Glorious Nation of Kazakhstan)
  - Pedro Pascal e Grogu – The Mandalorian
  - Lily Collins ed Ashley Park – Emily in Paris
- 2023: Pedro Pascal e Bella Ramsey – The Last of Us
  - Camila Mendes e Maya Hawke – Do Revenge
  - Jenna Ortega e Mano – Mercoledì (Wednesday)
  - Simona Tabasco e Beatrice Grannò – The White Lotus
  - Tom Cruise e Miles Teller – Top Gun: Maverick